# Đồng Hồ Báo Thức (ban nhạc)
Đồng Hồ Báo Thức là một ban nhạc Việt Nam từng được bình chọn là "ban nhạc được bạn trẻ yêu thích nhất" năm 1999 bởi Đài Phát thanh – Truyền hình Hà Nội.. Ban nhạc gồm ba thành viên: Lê Tâm, Hoài Phương, Việt Khôi.

## Tiểu sử các thành viên

### Hoài Phương
Ca sĩ Hoài Phương, tên đầy đủ là Trịnh Hoài Phương là con gái thầy dạy guitar Trịnh Đình Thi. Chị là một diễn viên của nhà hát Tuổi Trẻ, từng đoạt Huy chương Bạc liên hoan ca múa nhạc chuyên nghiệp toàn quốc năm 1989 với ca khúc "Nụ cười sơn cước" của Tô Hải.
Hoài Phương có chất giọng trong sáng và một tác phong hồn hậu, rất hợp với việc ca hát phục vụ thiếu nhi. Hoài Phương và Nguyễn Lê Tâm (tác giả các ca khúc của ban nhạc Đồng hồ báo thức sau này) quen nhau vào năm 1992. Họ thường trao đổi tác phẩm với nhau. Nguyễn Lê Tâm và Ngô Việt Khôi chơi với nhau từ khoảng đầu 1990. Cả nhóm gặp nhau và ca hát thấy hợp ý. Sau thì quyết định thành lập ban nhạc vào ngày 25 tháng 10 năm 1997. Đầu tiên, ban nhạc có cái tên "Xúc xắc đỏ". Sau đặt lại thành "Đồng hồ báo thức". Ban đầu, nhóm có ca sĩ Hải Yến. Chương trình mà nhóm chính thức tham gia đầu tiên là "Nhịp điệu mùa xuân" tại Cung Văn hóa Lao động Hữu nghị Việt Xô (Hà Nội). Một thời gian sau thì Hải Yến không tham gia nữa nên chỉ có 3 ca sĩ. Hoài Phương trở thành nữ ca sĩ hát chính và cô đã thể hiện rất thành công các ca khúc "đinh" của nhóm. Hiện nay Hoài Phương đã thành lập công ty tổ chức biểu diễn và không còn đi biểu diễn ở các sân khấu ca nhạc chuyên nghiệp nữa.

### Lê Tâm
Lê Tâm, tên đầy đủ là Nguyễn Lê Tâm, sinh ra và lớn lên tại Hà Nội, nguyên quán tại huyện Đông Anh, được mọi người biết đến là một họa sĩ, một nhạc sĩ, một ca sĩ. Lê Tâm tốt nghiệp ngành Trang trí sân khấu, Đại học Sân khấu điện ảnh, Hà Nội.
Giải thưởng "Âm nhạc tuổi trẻ" (1992) với ca khúc đầu tay "Tiếng mùa xuân" (viết năm 1986), Giải thưởng cuộc thi sáng tác ca khúc "Vì một tương lai tươi sáng và tốt đẹp" (1995) với "Nhắn tuổi hai mươi", do Nhà hát Tuổi trẻ và Nhạc viện Hà Nội phối hợp tổ chức. Nguyễn Lê Tâm đoạt Giải nhất cuộc thi ca khúc "Trường Sa và biển đảo quê hương Khánh Hòa 2013" với ca khúc "Đồng hương Trường Sa của tôi". Ca khúc này được viết bằng những câu chuyện có thật của chiến sĩ Hải Quân trên đảo Trường Sa Lớn, những người mà Nguyễn Lê Tâm đã gặp gỡ trong chuyến công tác tháng 6 - 2012.
Lê Tâm tham gia nhóm nhạc "Đồng hồ báo thức" cùng với vai trò biểu diễn là vai trò tác giả của tất cả các ca khúc của nhóm nhạc. Lê Tâm là tác giả các ca khúc "Nhắn tuổi 20", "Chiếc đồng hồ đáng ghét", "Cảm ơn thời gian", "Cảm ơn Hà Nội", "Phép lạ Hàng ngày, " Tiếng Việt", "Tiếng Mùa xuân", "Thao thức" và nhiều ca khúc khác với nhiều thể loại từ tình ca, chính ca tới các đề tài xã hội nhiều suy tưởng như "Tìm câu trả lời", "Lang thang"(ca khúc Lang thang được ca sĩ Nguyễn Đình Thanh Tâm thể hiện trong album "Gặp tôi mùa rất đông") và ca khúc dành cho thiếu nhi như "Quạ và công hai chàng họa sĩ", "Bé làm bánh ga tô", "Cái đuôi vẫy như bông hoa", "Sắc huyền hỏi ngã nặng",... Lê Tâm là hội viên Hội Nhạc sĩ Việt Nam, và hiện đang là thành viên của nhóm tác giả M6 (nhạc sĩ). Lê Tâm viết ca từ độc đáo và luôn gây ngạc nhiên với các đề tài và cấu tứ lạ lẫm. Điều này bắt nguồn từ khả năng văn học của anh. Lê Tâm viết truyện ngắn và thơ khá sớm và đăng truyện ngắn, thơ vào cuối thập kỷ 1980 và đầu thập kỷ 1990. Ngôn ngữ của anh ngắn gọn và hài hước.
Hiện nay, Lê Tâm làm công tác thiết kế mỹ thuật tại báo Công an nhân dân, An ninh Thế giới và Văn hoá Văn nghệ Công an vừa là họa sĩ, đồng thời là người viết báo. Bên cạnh đó, Lê Tâm đã nhiều năm vẽ minh họa cho các tờ báo dành cho trẻ em như báo Nhi Đồng, Họa mi, Thiếu niên Tiền Phong, sách giáo khoa của nhà xuất bản Giáo dục. Biếm họa cũng là mảng ưa thích của Nguyễn Lê Tâm. Anh thường vẽ biếm ở trang cuối tờ "An ninh cuối tháng", "Văn nghệ Công an" và "Cảnh sát toàn cầu" hàng tuần.
Nguyễn Lê Tâm vẽ bìa sách không nhiều, nhưng để lại ấn tượng trang nhã và giàu ý tưởng. Mảng sách vẽ bìa nhiều là sách văn học. 
Ở mảng đồ họa in ấn, Lê Tâm từng nhận thưởng trong cuộc thi "Những trang báo đẹp" do Bộ Thông tin và truyền thông cùng đại sứ quán Thụy Điển tổ chức.

### Việt Khôi
Việt Khôi, tên đầy đủ là Ngô Việt Khôi, sinh năm 1970., tốt nghiệp khoa CNTT trường ĐH Bách Khoa Hà Nội. Khôi tham gia "Đồng hồ báo thức" với danh nghĩa "bạn thân" của Hoài Phương. Việt Khôi từng đoạt giải nhất giọng hát sinh viên toàn quốc.
Hiện nay Việt Khôi là Giám đốc kinh doanh công ty Trend Micro – một trong ba Cty an ninh mạng lớn nhất thế giới. Khôi cũng được biết đến là admin của diễn đàn Cộng đồng Tennis Việt Nam với nickname Ngocbet 

### Các thành viên chơi nhạc
Các thành viên chơi nhạc của Đồng Hồ báo thức đều trưởng thành từ 2 trung tâm chính của âm nhạc là Học viện âm nhạc quốc gia Việt nam và trường Cao đẳng Nghệ thuật Hà Nội. Anh Phương (Bộ gõ), Anh Tú (guitar bass), Doãn Việt Dũng, Đỗ Hoàng Linh, Quang Minh(keyboard), Cao Sĩ Anh Tùng (guitar solo). Cao Sĩ Anh Tùng là giảng viên guitar cổ điển tại Học viện âm nhạc quốc gia Việt nam. Tùng làm thạc sĩ âm nhạc tại Đức. Ngoài giảng dạy, anh còn tổ chức các cuộc thi tài năng guitar toàn quốc. Doãn Việt Dũng học guitar cổ điển tại Học viện âm nhạc quốc gia Việt nam nhưng anh nổi tiếng về chơi guitar acoustic như Jazz hay flamenco.

## Cống hiến âm nhạc
Ban nhạc lần đầu tiên xuất hiện trên sân khấu trong đêm giao lưu cùng các tuyển thủ bóng đá Quốc gia từ SEAGAMES trở về năm 1997. Đồng hồ báo thức lúc đó còn mang cái tên là "Xúc xắc đỏ", đã ra mắt khán giả với một ca khúc do Lê Tâm sáng tác mang tên "Triệu người cùng ta".
Đồng hồ báo thức đã được thính giả trên sóng phát thanh FM của Đài phát thanh và Truyền hình Hà Nội tặng giải thưởng "Ban nhạc được nhiều người yêu thích nhất" trong cuộc thi bình chọn 6 tháng đầu năm 1999 và được "Tạp chí âm nhạc" của Đài tiếng nói Việt Nam bình chọn là "Ban nhạc được yêu thích nhất" năm 2000.